# 交響曲第2番 (グラズノフ)
交響曲第2番嬰ヘ短調作品16は、アレクサンドル・グラズノフが1886年に作曲した交響曲。フランツ・リストの追悼に捧げられた。
初演は作曲の年にサンクトペテルブルクで開催された「ロシア交響楽演奏会」にて行われた。

## 楽器編成
フルート3（第3奏者はピッコロ持ち替え）、オーボエ2（第2奏者はコーラングレ持ち替え）、クラリネット2、ファゴット2、ホルン4、トランペット2、トロンボーン2、バストロンボーン、チューバ、ティンパニ、シンバル、バスドラム、弦五部。

## 構成
- 第1楽章 Andante maestoso - Allegro （嬰ヘ短調）
- 第2楽章 Andante（ニ長調）
- 第3楽章 Allegro vivace（ロ短調）
- 第4楽章 Finale Allegro（嬰ヘ短調～嬰ヘ長調）